# Osnovna šola Prežihovega Voranca Ljubljana
Osnovna šola Prežihovega Voranca je ena izmed Osnovnih šol v Ljubljani. 
Nahaja se v strogem centru Ljubljane, nedaleč od parka Tivoli, na naslovu Prežihova ulica 8, 1000 Ljubljana.
Najbolj znana je po tem, da na njej že vrsto let neprekinjeno poteka pouk predmeta latinščina. 